# Désignation des rémanents de supernova
En astronomie, les rémanents de supernova sont désignés sous de nombreuses appellations ; ceci provient du fait que nombre d'entre eux sont d'abord détectés dans le domaine visible ou infrarouge avant d'être identifiés en tant que rémanents. Il existe cependant une notation unifiée pour les rémanents identifiés, à savoir SNR Glll.l+bb.b, où SNR signifie SuperNova Remnant (traduction anglaise de « rémanent de supernova »), lll.l correspond à la longitude galactique, et +bb.b à la latitude galactique de l'objet, précédée de son signe (+ ou -). La lettre G, optionnelle, sert à rappeler que ce sont les coordonnées galactiques qui sont utilisées pour repérer les rémanents, la raison étant que la plupart des rémanents sont issus de notre Galaxie, et situés très proche du plan galactique. De ce fait, la latitude galactique des rémanents est en général faible.
Un catalogue des rémanents de supernova de notre Galaxie est maintenu par l'astronome britannique David A. Green. Il a été établi en 1984, puis régulièrement étoffé depuis. Il comptait initialement 145 objets, et 265 aujourd'hui (2007). Ce catalogue existe dans une version antérieure (1996) sous forme électronique au centre de données astronomiques de Strasbourg, la version à jour étant sur la page professionnelle de D. A. Green.
Un certain nombre de rémanent notables sont cependant plus connus sous la désignation qui était la leur avant leur identification en tant que rémanent. C'est par exemple le cas de IC 443 (SNR G189.0+03.0) et de la Nébuleuse du Crabe (SNR G184.6-05.8, plus connue sous son nom du catalogue Messier, M1).